# Kiklonana arnaudi
Kiklonana arnaudi är en kräftdjursart som först beskrevs av Amar och Roman 1974.  Kiklonana arnaudi ingår i släktet Kiklonana och familjen Paramunnidae. Inga underarter finns listade i Catalogue of Life.